# Mateusz Gawęda
Mateusz Gawęda (* 7. April 1990 in Wadowice) ist ein polnischer Jazzmusiker (Piano, Komposition).

## Leben und Wirken
Gawęda begann im Alter von sieben Jahren mit klassischem Klavierunterricht. Er besuchte eine Musikschule in Wadowice und dann ein Gymnasium in Andrychów. Seit 2005 nahm er an Sommer-Jazz-Workshops teil; er absolvierte ein Jazzstudium an der Musikakademie Krakau.
Gawęda gründete mit dem Bassisten Alan Wykpisz und dem Schlagzeuger Grzegorz Pałka sein Mateusz Gawęda Trio, mit dem er seit 2016 zwei Alben vorlegte. Auch das Oktett Cracow Jazz Collective spielt hauptsächlich seine Kompositionen. Mit Sławomir Pezda (Saxophon), Piotr Południak (Bass) und Dawid Fortuna (dr) spielt er im Quartett PeGaPoFo, das 2015 das Album Świeżość veröffentlichte. Mit Pezda arbeitet er auch im Duo. Weiterhin leitet er die Gruppe Silberman, deren Repertoire hauptsächlich aus eigenen Kompositionen besteht. Er hat mit Größen der polnischen Jazzszene wie Zbigniew Namysłowski, Maciej Obara, Leszek Żądło und Janusz Muniak zusammengearbeitet, ist aber zudem mit Billy Hart, John Scofield, John Medeski und Gianni Gebbia aufgetreten. Gawęda hat bisher (2021) sieben Alben mit eigenen Gruppen veröffentlicht.

## Preise und Auszeichnungen
2011 gewann Gawęda mit dem Quartett PeGaPoFo den ersten Preis beim Internationalen Jazz Juniors-Wettbewerb für junge Jazzbands. Vier Jahre später wurde er auf dem Festival Jazz nad Odrą mit dem Titel Jazzpersönlichkeit des Jahres 2015 ausgezeichnet.
Das Album Overnight Tales (2016) seines Trios wurde für den Fryderyk 2017 in der Kategorie „Plattendebüt im Jazz“ nominiert.

## Diskographische Hinweise
- Silberman New Quintet Pieśń Gęsi Kanadyjskich (Audio Cave, 2017, mit Maciej Obara, Artur Kudłacik, Jakub Mielcarek, Łukasz Stworzewicz)
- Mateusz Gawęda Trio Falstart (Audio Cave 2018)
- Więcek & Gawęda Quintet feat. Ralph Alessi Berry (Audio Cave 2019, mit Kuba Więcek, Max Mucha, Moritz Baumgärtner)
- Silberman Quartet Asanisimasa (Audio Cave 2019, mit Dorota Zaziąbło, Jakub Mielcarek, Łukasz Stworzewicz)